# Siegrun Siegl
Siegrun Siegl (geborene Thon; * 29. Oktober 1954 in Apolda) ist eine ehemalige deutsche Leichtathletin, die – für die DDR startend – 1976 Olympiasiegerin im Fünfkampf wurde.
Bei den Europameisterschaften 1974 wurde sie Vierte im Fünfkampf (4584 Punkte). Im Mai 1976 stellte sie mit 6,99 Meter einen Weltrekord im Weitsprung auf. Bei den Olympischen Spielen in Montreal belegte sie dann im Weitsprung den vierten Platz, im Fünfkampf jedoch gewann sie die Goldmedaille. Sie erzielte dabei mit 4745 Punkten dasselbe Endergebnis wie ihre Mannschaftskameradin Christine Laser, gewann aber gemäß IAAF-Reglement mit der Anzahl der besseren Einzelplatzierungen. Ihre Einzelleistungen bei diesem Wettkampf: 13,31 s – 12,92 m – 1,74 m – 6,49 m – 23,09 s.
Nach einer Verletzungspause wechselte Siegl ganz vom Fünfkampf zum Weitsprung. Sie wurde 1979 Halleneuropameisterin (6,70 m) und bei den Olympischen Spielen 1980 in Moskau Fünfte.
Sie wurde 1975 DDR-Meisterin im Fünfkampf, 1979 mit der 4-mal-100-Meter-Staffel und 1980 im Weitsprung.
Siegrun Siegl startete für den SC Turbine Erfurt und trainierte bei Siegfried Meißner. In ihrer Wettkampfzeit war sie 1,75 m groß und wog 58 kg. 1976 wurde sie für ihren Olympiasieg in Montreal mit dem Vaterländischen Verdienstorden in Silber ausgezeichnet.
Nach ihrer Sportlerkarriere studierte sie in Leipzig Sportwissenschaften und wurde Sportlehrerin an einer Berufsschule in Erfurt. Nach dem Ende der DDR eröffnete sie ein Fotogeschäft in Erfurt.